# Fresnes-en-Tardenois
Fresnes-en-Tardenois é uma comuna francesa na região administrativa de Altos da França, no departamento de Aisne. Estende-se por uma área de 8,84 km². Em 2010 a comuna tinha 270 habitantes (densidade: 30,5 hab./km²).